# Apotropismo

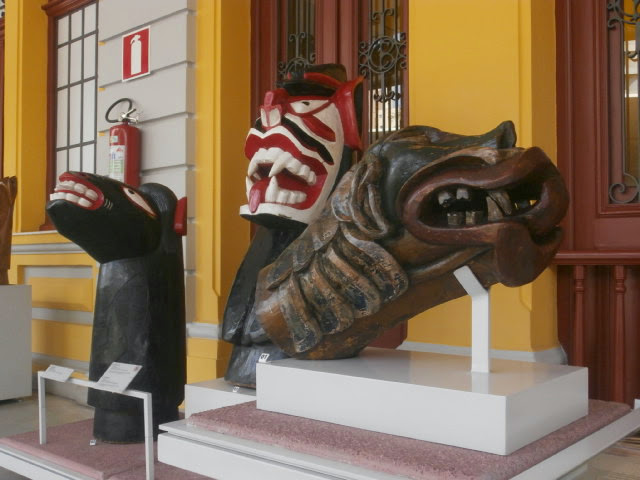
Carrancas no Museu de Artes e Ofícios em Belo Horizonte, Brasil.

Apotropismo (do grego: αποτρέπω) é um tipo de magia, rito, gesto, técnica ou objeto destinado a afastar danos ou influências malignas, como desviar infortúnios ou evitar o olho gordo. Práticas apotropaicas podem ser realizadas por cunho religioso, supersticioso ou tradicional, como em amuletos, patuás ou gestos como dedos cruzados ou bater na madeira. Muitos objetos e amuletos diferentes foram usados para proteção ao longo da história.

## Na antiguidade

### Antigo Egito

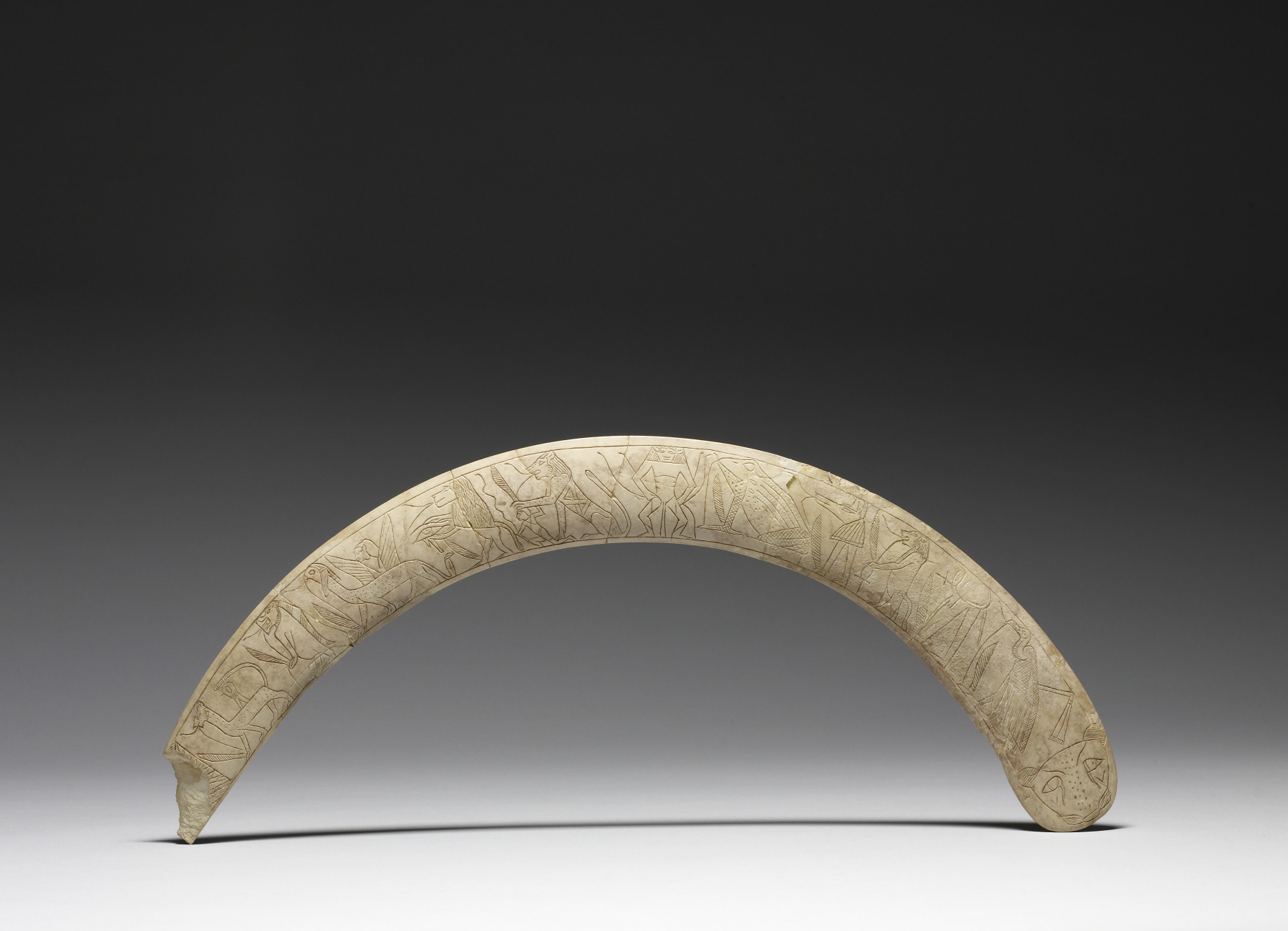
Uma antiga vara apotropaica egípcia mostra uma procissão de deuses protetores. Ela era usada em rituais de nascimento, talvez para desenhar um círculo mágico ao redor da mãe e da criança.

Rituais mágicos apotropaicos eram praticados em todo o antigo Oriente Próximo e antigo Egito. Divindades temíveis eram invocadas por meio de rituais para proteger indivíduos afastando espíritos malignos. No antigo Egito, esses rituais domésticos (realizados em casa, não em templos estatais) eram voltados à divindade que personificava a própria magia, Heka. Os dois deuses mais frequentemente invocados nesses rituais eram a deusa da fertilidade com forma de hipopótamo, Taweret, e a divindade-leão, Bes (que se desenvolveu a partir do antigo deus anão apotropaico, Aha, literalmente "lutador").
Objetos eram frequentemente usados nesses rituais para facilitar a comunicação com os deuses. Um dos objetos mágicos mais comumente encontrados, a varinha apotropaica de marfim de hipopótamo, ganhou popularidade generalizada no Império Médio (c. 1550 – 1069 a.C.). Essas varinhas eram usadas para proteger mães grávidas e crianças de forças malignas, e eram adornadas com procissões de deuses solares apotropaicos.
Da mesma forma, amuletos protetores que traziam a imagem de deuses e deusas do antigo Egito como Taweret eram comumente usados. A água também começou a ser usada frequentemente em rituais, onde vasos de libação em forma de Taweret eram usados para derramar água curativa sobre um indivíduo. Em períodos muito posteriores (quando o Egito ficou sob os Gregos Ptolemeus), estelas apresentando o deus Horus eram usadas em rituais semelhantes; a água seria derramada sobre a estela e—depois de adquirir poderes curativos ritualisticamente—era coletada em uma bacia para que uma pessoa afligida pudesse beber.[carece de fontes?]

### Grécia Antiga
Os gregos antigos tinham vários símbolos e objetos protetores, com vários nomes, como apotropaia, probaskania, periammata, periapta e profylaktika.
Os gregos faziam ofertas aos "deuses que afastam" (em grego clássico: ἀποτρόπαιοι θεοί), divindades ctônicas e heróis que concedem segurança e desviam o mal e, para a proteção dos bebês, usavam amuletos com poderes apotropaicos e confiavam a criança aos cuidados de divindades kourotróficas. Os gregos colocavam talismãs em suas casas e usavam amuletos para protegê-los do olho gordo. Pisístrato pendurou a figura de um tipo de gafanhoto antes da Acrópole de Atenas para proteção.
Outra maneira de proteção contra feitiços usada pelos gregos antigos era cuspir nas dobras das roupas.
Os gregos antigos também tinham um costume antigo de vestir meninos como meninas para afastar o olho gordo.

## Símbolos e objetos

### Cruzes
Na Irlanda, é costume no Dia de Santa Brígida tecer uma Cruz de Brígida com juncos, que é pendurada sobre portas e janelas para proteger a casa de fogo, relâmpagos, doenças e espíritos malignos. No sul da Irlanda, era costume, durante o Samhain, tecer uma cruz de gravetos e palha chamada 'parshell' ou 'parshall', que era fixada sobre a porta para afastar má sorte, doenças e feitiçaria.

### Faces

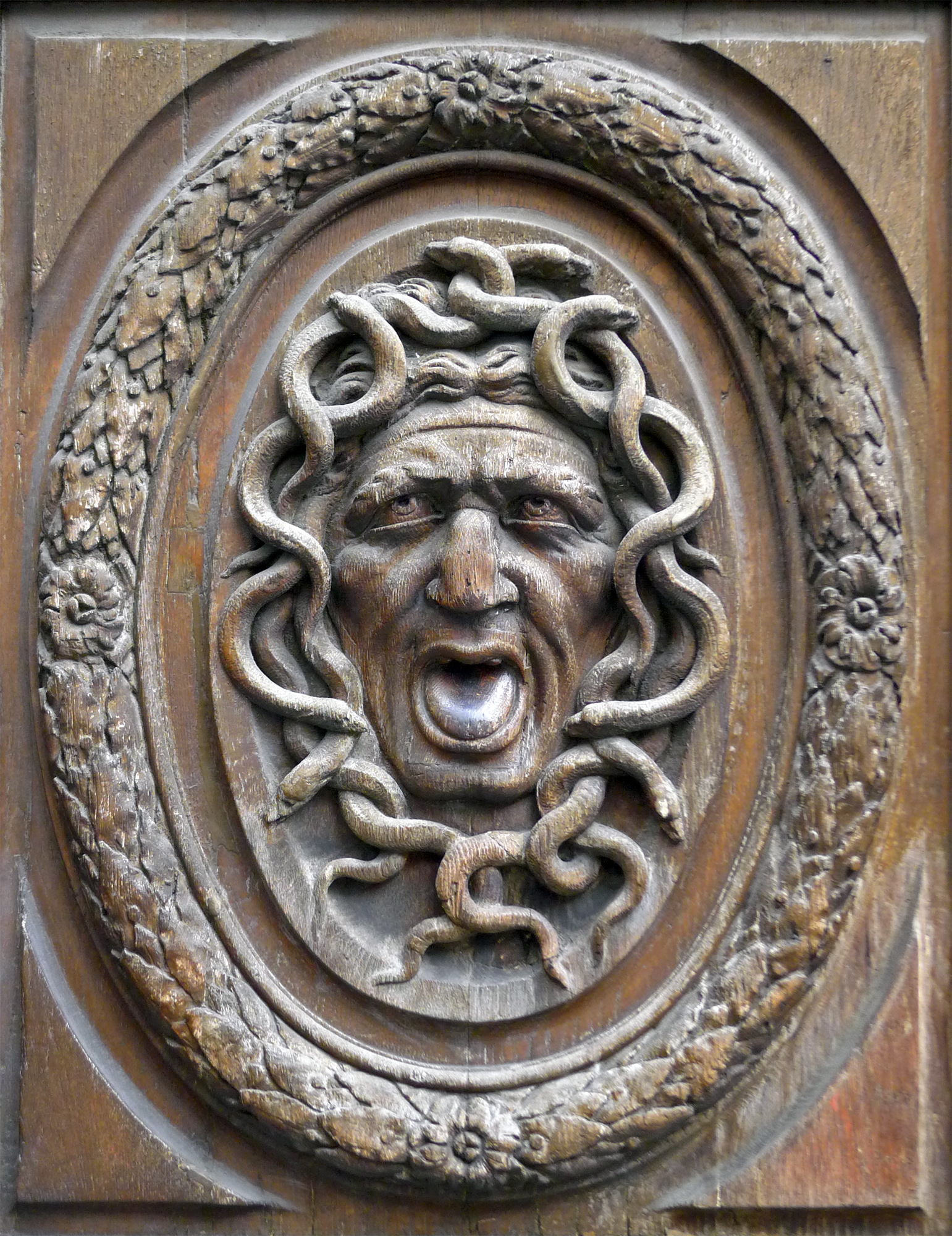
Gorgonião entalhado em porta de um edifício parisiense (c. 1660).

Entre os antigos gregos, a imagem mais amplamente utilizada para afastar o mal era a da Górgona, cuja cabeça agora pode ser chamada de Gorgoneion, que apresenta olhos selvagens, presas e língua protrusa. A figura completa da Górgona está no ápice do mais antigo templo grego remanescente, onde ela é flanqueada por duas leoas. A cabeça da Górgona foi colocada na égide e no escudo de Atena.

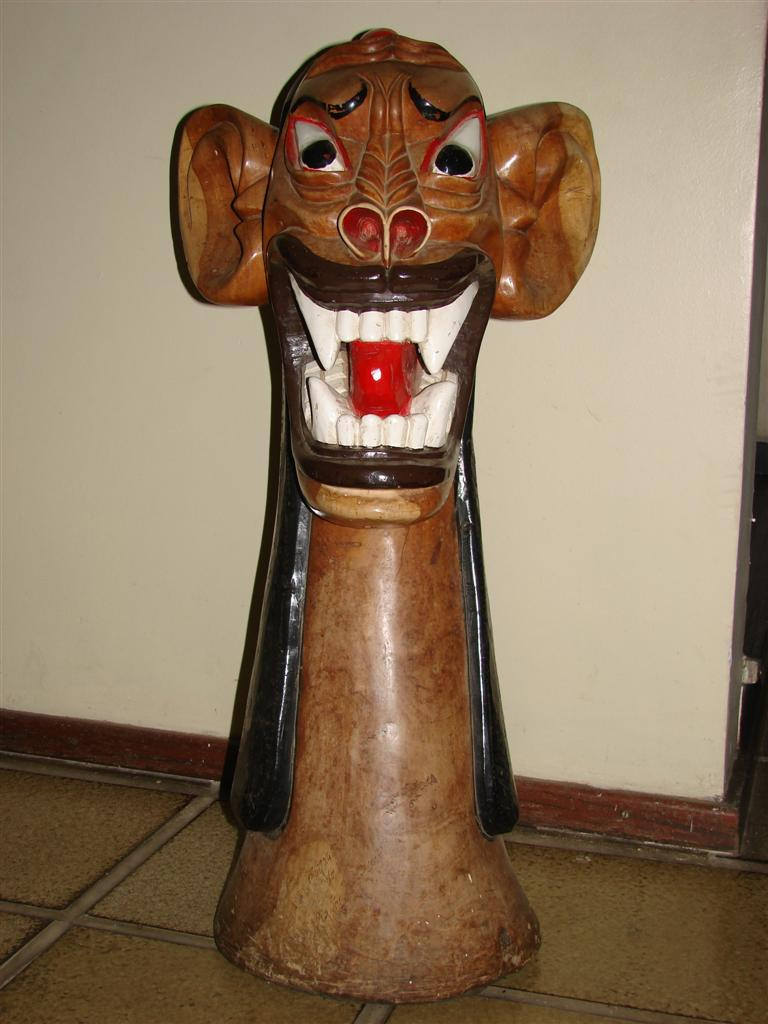
Uma carranca típica em Diamantina, Brasil.

É comum a crença de que portas e janelas dos edifícios eram particularmente vulneráveis à entrada ou passagem do mal. Na Grécia antiga, rostos grotescos, semelhantes a sátiros eram esculpidos sobre as portas de fornos e caldeiras, para proteger o trabalho do fogo e de acidentes. Mais tarde, em igrejas e castelos, gárgulas ou outros rostos e figuras grotescos como sheela na gigs e hunky punks foram esculpidos para espantar bruxas e outras influências malignas. Da mesma forma, os rostos grotescos esculpidos em lanternas de abóbora (e seus antecessores, feitos de nabo, rabanete ou beterraba) no Halloween são destinados a afastar o mal: esta época era Samhain, o novo ano Celta. Como um "tempo entre tempos", acreditava-se que era um período em que as almas dos mortos e outros espíritos perigosos caminhavam pela terra.
Carrancas ou Cabeças de proa são esculturas com forma humanóide ou animal, produzidas em madeira e utilizadas a princípio na proa das embarcações que navegam pelo Rio São Francisco objetivando afastar maus espíritos e entidades aquáticas.

### Olhos

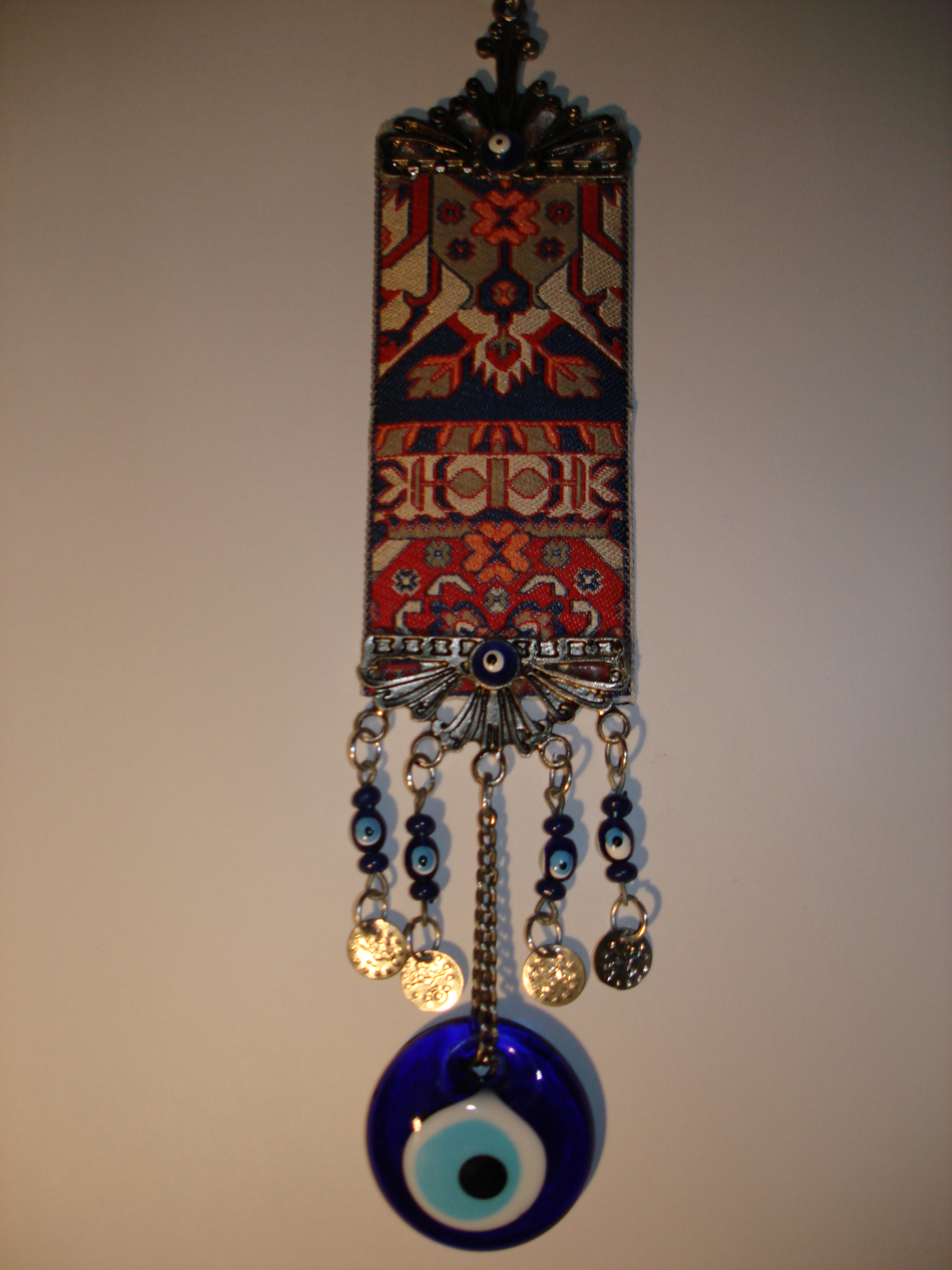
Amuleto iraniano contendo um Nazar.

Um amuleto bastante comum com formato de olho é o Nazar, também chamado "olho grego" ou "olho turco". Um nazar típico é feito de vidro feito à mão com círculos concêntricos ou formas de lágrimas em azul escuro, branco, azul claro e preto, ocasionalmente com uma borda amarela/dourada. "A conta é feita de uma mistura de vidro fundido, ferro, cobre, água e sal, ingredientes que se acredita protegerem as pessoas do mal".
"De acordo com a crença turca, o azul atua como um escudo contra o mal e até absorve a negatividade". No Oriente Médio e no Mediterrâneo, "olhos azuis são relativamente raros, então os antigos acreditavam que pessoas com olhos claros, especialmente olhos azuis, poderiam amaldiçoar você [um] com apenas um olhar. Essa crença é tão antiga que até os assírios tinham amuletos de turquesa e olhos azuis."
Outro símbolo ocular bastante utilizado em amuletos é o Olho de Hórus, um olho estilizado com marcações distintas, era considerado como tendo poder mágico protetor e aparecia frequentemente na arte egípcia antiga. Permanecendo em uso desde o Reino Antigo ( c. 2686–2181 BC ) até o período romano (30 a.C. – 641 d.C.). Pares de olhos de Hórus foram pintados em caixões durante o Primeiro Período Intermediário ( c. 2181–2055 BC ) e Império Médio ( c. 2055–1650 BC ). Outros contextos em que o símbolo apareceu incluem estelas de pedra esculpidas e na proa de barcos. Até certo ponto, o símbolo foi adotado pelos povos de regiões vizinhas ao Egito, como Síria, Canaã e especialmente Núbia.

### Falos

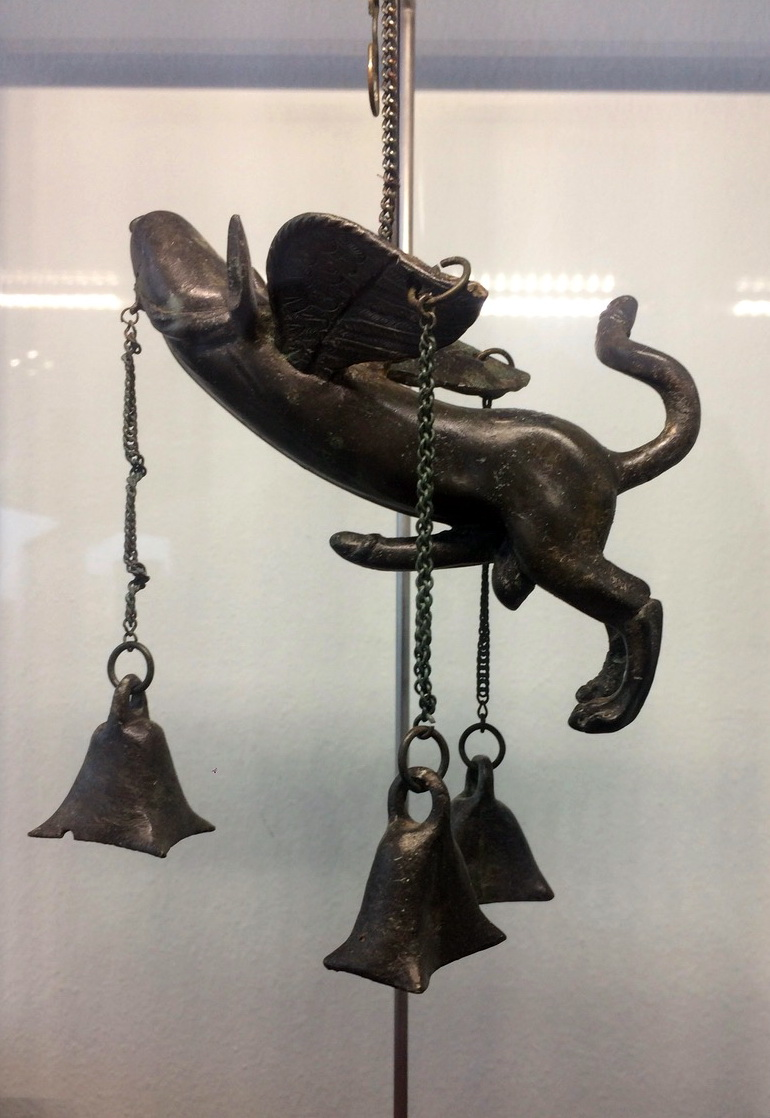
Tintinnabulum (espécie de sino de vento) romano antigo no Museu de Tréveris.

Na Grécia Antiga, os Phalloi eram tidos como detentores de qualidades apotropaicas. Muitas vezes, relevos de pedra eram colocados acima de portas, e versões tridimensionais eram construídas em todo o mundo grego. Os mais notáveis eram os monumentos urbanos encontrados na ilha de Delos. O falo também era um símbolo apotropaico para os antigos romanos. Estes são conhecidos como fascinum.
Um uso semelhante de representações fálicas para afastar o mau olhado permanece popular no moderno Butão. Está associado à tradição budista de 500 anos de Drukpa Kunley.

### Itens reflexivos
Espelhos e outros objetos reflexivos brilhantes eram considerados para desviar o mau olhado. Os tradicionais "Plough Jags"(pantonimeiros) às vezes decoravam seus trajes (particularmente seus chapéus) com itens brilhantes. "Bolas de bruxa" são ornamentos brilhantes de vidro soprado, como bolas de Natal, que eram penduradas em janelas. Da mesma forma, o espelho Bagua chinês é geralmente instalado para afastar energia negativa e proteger as entradas das residências.

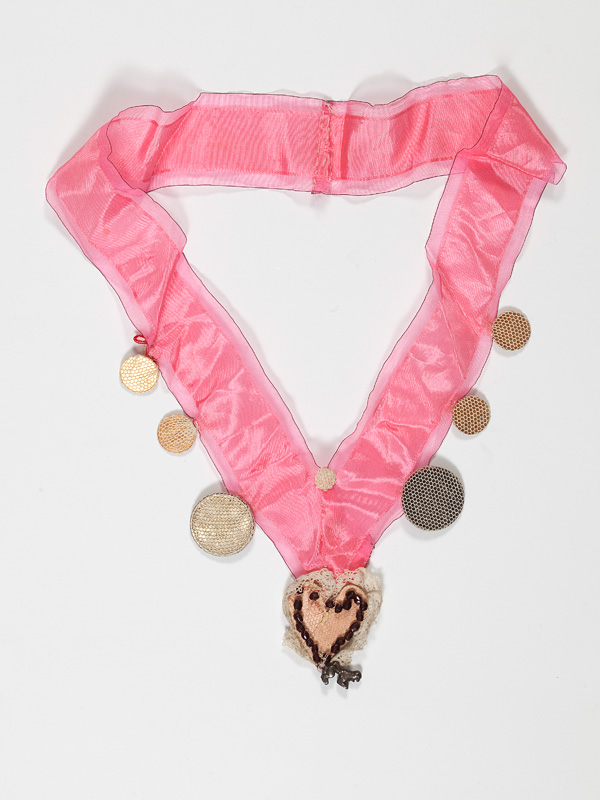
Colar apotropaico judaico costurado com moedas para desviar o mau olhado. 1944, Basel, na coleção do Museu Judaico da Suíça.

Um exemplo do uso de objetos apotropaicos brilhantes no judaísmo pode ser encontrado nos chamados "Halsgezeige" ou colares têxteis usados nos trajes de parto da região da fronteira franco-alemã. Moedas brilhantes ou pedras coloridas seriam costuradas ao colar ou em um amuleto central para distrair o mau-olhado. Esses colares eram usados por mulheres em trabalho de parto e por meninos jovens durante a cerimônia de Brit Milá. Este costume continuou até o início do século 20.

### Ferraduras
Na cultura ocidental a ferradura é tida como amuleto de boa sorte. Sendo possível que assim o fosse desde a Grécia antiga. A origem da parte cristã da crença é atribuída ao mito de que São Dunstano de Canterbury (924-988), teria colocado ferraduras no próprio demônio e somente as retirado após de receber a promessa dele de que nunca mais se aproximaria do objeto.

### Objetos enterrados nas paredes
Na Europa moderna inicial, certos objetos eram enterrados nas paredes das casas para proteger o lar da bruxaria. Estes incluíam garrafa de bruxas especialmente preparadas, crânios de cavalo e os corpos de gatos secos, assim como sapatos.

### Marcas em edifícios

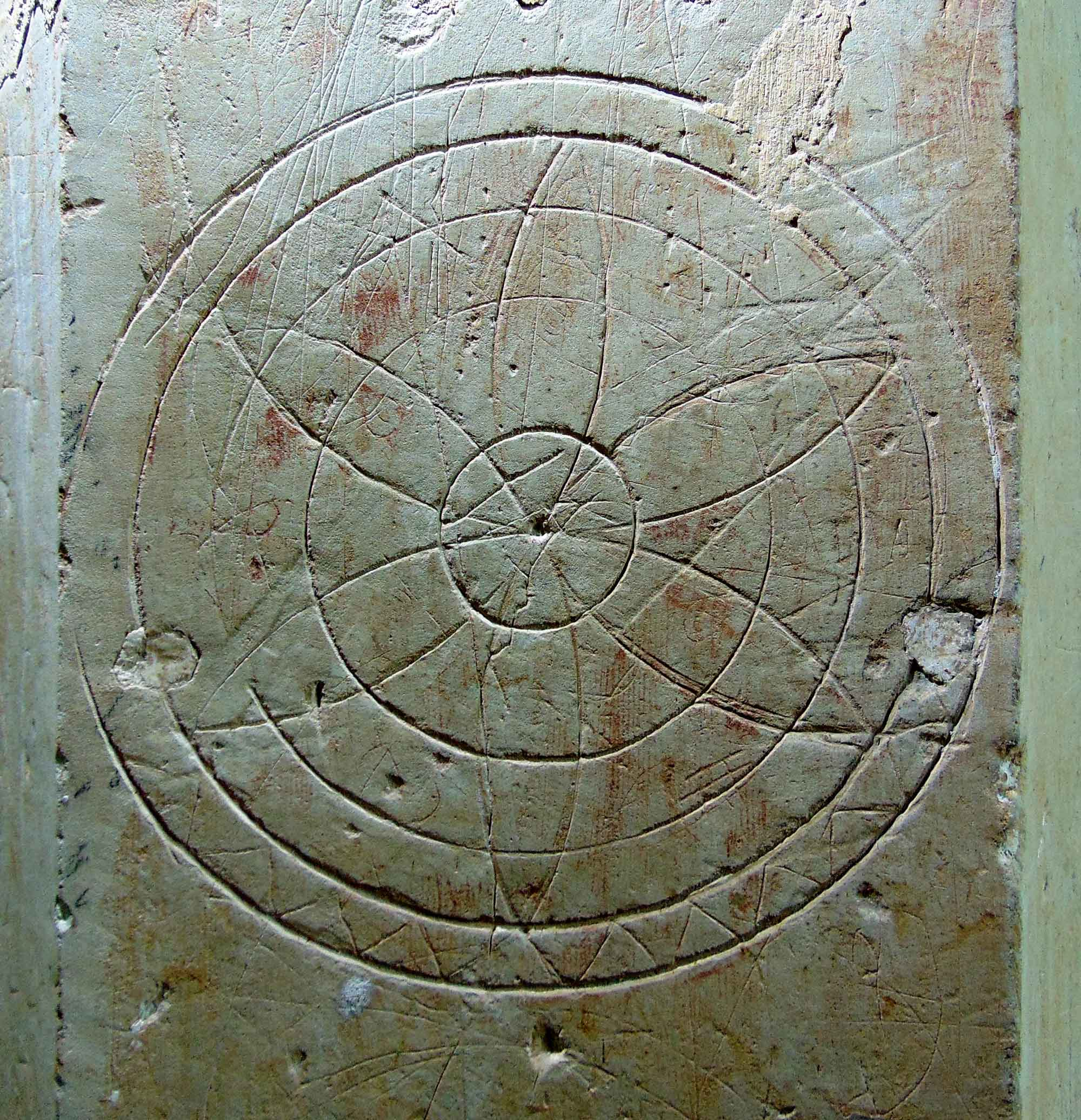
Marcação apotropaica do tipo hexafoil medieval no interior de uma igreja em Suffolk, Inglaterra.

Marcas apotropaicas, também chamadas de 'marcas de bruxa' ou 'marcas anti-bruxa' na Europa, são símbolos ou padrões riscados nas paredes, vigas e soleiras de edifícios para protegê-los da bruxaria ou de espíritos malignos. Elas possuem muitas formas; na Grã-Bretanha, muitas vezes são padrões florais de círculos sobrepostos como os hexafoils.  Marcas de queimadura de vela nas soleiras de edifícios da era moderna inicial também são consideradas marcas apotropaicas, que intentavam proteger contra o fogo e raios.
Outros tipos de marca incluem as letras entrelaçadas V e M ou um duplo V (para a protetora, a Virgem Maria, aliás Virgo Virginum), e linhas cruzadas para confundir quaisquer espíritos que possam tentar segui-las. Também eram arranhadas perto das aberturas de edifícios na Inglaterra para afastar bruxas.

O fenômeno se estende além da Europa, como o encontrado no Egito antigo e em várias culturas no mundo todo. As marcas são encontradas nas paredes da cidade de Dürnstein na Áustria, onde o padrão é visivelmente diferente de outros padrões contemporâneos.

### Patuás
Patuá é um amuleto muito utilizado por pessoas ligadas ao candomblé, feito de um pequeno pedaço de tecido na cor correspondente ao orixá, ao qual é bordado o nome do orixá e colocado um determinado preparo de ervas e outras substâncias atribuídas a cada orixá. A pessoa utiliza o patuá específico do seu orixá no bolso da sua vestimenta, dentro de carteiras de cédulas ou bolsas para obter proteção e sorte do seu orixá. No culto aos egunguns, esse amuleto é chamado de breve.

### Plantas
A algumas plantas, em diferentes contextos, é atribuído o efeito apotropaico. Entre os católicos há o ramo bento, uma folha de palmeira utilizada na Procissão de Ramos, este é colocado já seco nas portas das casas para trazer proteção ou queimado durante as tempestades para afastá-las.
Bastante comum no Brasil é também o uso das plantas do gênero Sansevieria, como a Espada de São Jorge e a Lança de São Jorge em oposição a energias negativas, como inveja, olho-gordo e mau-olhado. Estas no candomblé e umbanda são associadas às armas do orixá protetor Ogum bem como no catolicismo brasileiro a São Jorge.

## Gestos

### Figa

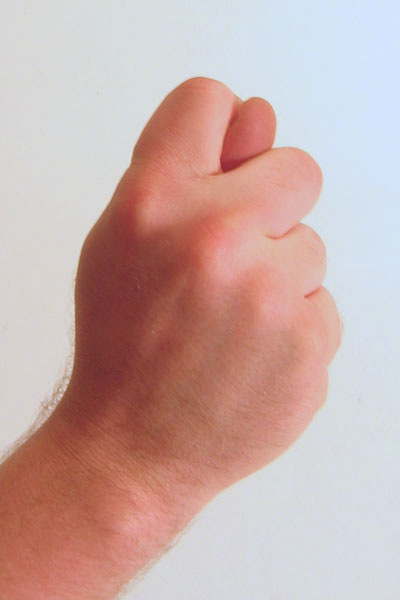
Figa

O nome "figa" é empregado tanto ao amuleto em forma de mão fechada, com o polegar entre os dedos indicador e médio, quanto ao gesto que emula tal amuleto, visando esconjurar alguém ou afastar o azar ou o mau-olhado.
Na Roma Antiga, o sinal da figa, ou manu fica, era feito pelo pater familias para afastar os espíritos malignos dos mortos como parte do ritual da Lemúria. É interessante observar que a figueira era uma planta sagrada para os romanos, especialmente por meio da Ficus Ruminalis (Figueira de Rumina), uma figueira selvagem cuja vida era considerada crítica para a sorte de Roma (por exemplo, sua deterioração e alegada regeneração durante o início do reinado de Nero).
Os antigos gregos usavam amuletos com esse gesto no pescoço para se proteger do mau-olhado, além de utilizá-lo em obras de arte. Eles consideravam o gesto explicitamente sexual e esperavam que isso distraísse os espíritos malignos de causar danos.
A palavra sicofanta vem do grego antigo συκοφάντης (sykophántēs), que significa "aquele que mostra ou revela figos"; embora não haja uma explicação inequívoca sobre o motivo de os sicofantas na Grécia Antiga serem chamados assim, uma explicação é que o sicofanta, ao fazer acusações falsas, insultava o réu de maneira análoga ao gesto da figa.

### Dedos cruzados
Dedos cruzados é um gesto com a mão em que o dedo médio de uma das mãos é atravessado por cima do dedo indicador da mesma mão. Além disso, há uma frase escrita ou falada associada com este gesto. Há algumas evidências que sugerem que a origem do gesto se fundamenta no início do cristianismo, tanto como um pedido de proteção divina e como um significado encoberto na crença cristã. O uso moderno, porém, é quase exclusivamente secular e consideravelmente mais diversificado em significado, incluindo:
- Um gesto com a mão que denota uma esperança para dar sorte.
- Um desejo verbal para dar sorte, como em: "Eu vou manter meus dedos cruzados para você."
- Uma forma de anular o carácter vinculativo de uma promessa ou juramento, como em: "Você prometeu"; "Eu mantive meus dedos cruzados, assim a promessa não conta!". Este é um uso predominantemente infantil.
- Um forma de permitir ou diminuir as conotações negativas de uma mentira, como em: "Você disse que seu nome era Steve, você mentiu, o seu nome é Paul!"; "Ela não conta, estava com meus dedos cruzados!". Este é um uso predominantemente infantil.

### Sinal da cruz
Entre os católicos romanos e ortodoxos é prática comum o sinal da cruz. Este é composto de toques sequenciais com a mão direita na testa, peito (diante do coração) no ombro esquerdo e no direito acompanhados ou não da jaculatória "Em nome do Pai, do Filho e do Espírito Santo". Segundo Hipólito de Roma, venerado como santo em ambas as religiões, é "... o sinal da Paixão reconhecidamente provado contra o demônio, desde que feito com fé e não para vos exibir diante dos homens, servindo eficazmente como um escudo".